# 因公往來香港澳門特別行政區通行證

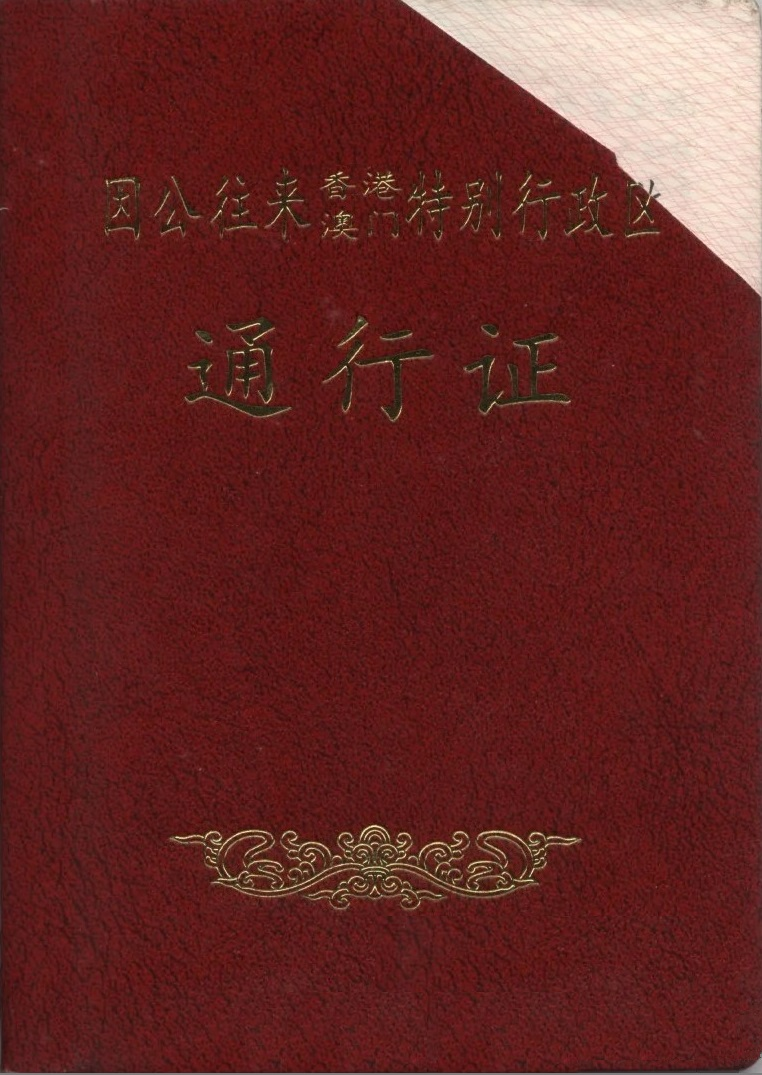
红色封面的因公往来香港澳门特别行政区通行证

因公往來香港澳門特別行政區通行證，是中國國務院港澳事務辦公室或各主要省市外事辦公室簽給內地因公人員來香港或澳門工作或旅遊之用，前身为“往來香港特別行政區通行證”，1999年变更此证。來港澳前，必須取得港澳辦或外事辦簽發有關來港澳目的簽注。

## 历史
1997年7月1日，根据中共中央办公厅、国务院办公厅《关于签发〈往来香港特别行政区通行证〉有关问题的通知》，内地因公前往香港特别行政区人员一律持用《往来香港特别行政区通行证》。
1999年12月20日，根据中共中央办公厅、国务院办公厅《关于澳门回归后内地人员因公往来香港澳门所持证件及因公赴澳门审批办法等有关事项的通知》，内地因公赴香港、澳门两个特别行政区人员需统一持用《因公往来香港澳门特别行政区通行证》前往香港或澳门，并获签发相应的签注。
2004年12月，最后一批《往来香港特别行政区通行证》有效期限截止，所有持《往来香港特别行政区通行证》的内地因公赴港澳人员须换领《因公往来香港澳门特别行政区通行证》申请港澳签注并前往港澳。
2023年7月1日起，国务院港澳事务办公室启用申请人生物特征采集系统，凡办理因公往来香港澳门特别行政区通行证者，必须录入指纹并提交个人数字照片。
2024年3月18日，国务院港澳事务办公室启用新版因公往来香港澳门特别行政区通行证。已签发的旧版因公往来香港澳门特别行政区通行证可用至有效期满。2024年改版后的新版因公往来香港、澳门特别行政区通行证含芯片，存储有个人资料、人像照片、指纹信息、签注信息。新版通行证标有国徽与电子旅行证件标志，持证人可使用快捷通道自助通关，但通过快捷方式将无法在通行证上加盖查验章（出入境日期章）。

## 内页

### 个人资料页
在新版电子因公往来香港澳门特别行政区通行证的个人资料页中，左侧为持照人的照片，背景为中国结。除此以外，电子因公往来香港澳门特别行政区通行证还包含以下资料内容：
- 编号：一共9位，包括首字母和数字。旧版因公通行证开头为K，新版电子证件开头为KE。
- 姓名：分两行记载，上方为中文，下方为英文。中英文栏目均为先姓后名，与电子护照格式相同。
- 性别：男性标注为男，女性标注为女
- 出生日期：以YYYY年MM月DD日格式记载。
- 出生地点：与电子护照格式相同。
- 签发日期：与出生日期格式相同。
- 有效期至：与出生日期格式相同，证件有效期为五年。
- 签发机关：国务院港澳事务办公室

### 证件说明
在新版电子因公往来香港澳门特别行政区通行证中，说明信息位于证件封二。内容全文为：

### 声明
在新版电子因公往来香港澳门特别行政区通行证中，声明信息位于证件首页，仅使用简体中文书写：
中文（楷书）
下方为国务院港澳事务办公室因公往来港澳通行证专用章。

## 簽注
赴港、澳签注分别有以下7种类型：
- 赴港/澳访问签注：该签注分为3个月1次、3个月2次和3个月多次、半年多次及1年多次进出香港或澳门等5个类别，每次在香港、澳门的停留时间均不超过30天。访问签注签发给内地因公临时赴港澳访问的人员，由国务院港澳办及各办证机关签发；根据工作需要，驻港公署、驻澳公署可给在港澳的常驻人员签发上述相应签注。《赴港/澳访问签注》不予补发。此类签注持有人若在港澳时通行证遗失或损毁，须立即前往驻港公署或驻澳公署领事部申办中华人民共和国旅行证返回内地。

- 赴港/澳工作签注：签发给赴港澳中资企业和机构常驻工作和军队、宗教系统赴港澳讲学、合作研究的人员，由国务院港澳办及各办证机关签发。

- 驻港/澳签注：签发给香港中联办或澳门中联办、驻港公署、驻澳公署及中国人民解放军驻香港或驻澳门部队的常驻人员，由国务院港澳办签发。

- 赴港/澳就读签注：签发给军队及宗教系统赴港澳就读的人员，由国务院港澳办签发。

- 赴港/澳培训签注：签发给军队及宗教系统赴港澳参训和授训，以及内地党政机关派往港澳特区官方及半官方机构培训（实习）的人员，由国务院港澳办签发。

- 赴港/澳延期签注：签发给持有以上5类签注且持有者已在港澳并经批准在港澳延期的人员。延期签注系原有签注在港澳停留时间的延长，不得改变原有签注的类别；延长的天数一般不超过原有签注在港澳的停留天数；访问签注只可延期一次，且仅限于3个月1次这一类别。延期签注由驻港公署或驻澳公署签发。

- 赴港澳签注（补发）：为在港澳的通行证持证人通行证丢失或损毁所补发的签注，须由驻港公署或驻澳公署签发。

只有中国国务院港澳办办证处和中华人民共和国外交部驻港公署、驻澳公署才可以在其他办证机关签发的《因公往来香港澳门特别行政区通行证》上加注。

## 费用
自2013年1月1日起免除申办《往来香港澳门特别行政区通行证》的工本费和签注费，以及《派驻香港澳门身份证明》的工本费。

## 自助出入境检查

### 中国内地
持已备案《因公往来香港澳门特别行政区通行证》的内地居民，可在往来香港、澳门时使用边检自助查验通道。

### 澳門特別行政區
已採集生物信息或向治安警察局备案的《因公往来香港澳门特别行政区通行证》持有人，可自助通关。